# جووانی اسپینولا
جووانی اسپینولا (انگلیسی: Giovanni Spinola؛ زادهٔ ۳۱ july ۱۹۳۵ (۸۹ سال)) ورزشکار روئینگ اهل ایتالیا است.
وی در مسابقات کشوری و بین‌المللی در مجموع برندهٔ ۱ مدال نقره، ۱ مدال برنز شده‌است.